# بلايني داون
بلايني داون هو لاعب هوكي الجليد كندي، ولد في 16 يوليو 1982 في أوشاوا في كندا.

## وصلات خارجية
- بلايني داون على موقع دوري الهوكي الوطني (الإنجليزية)
- بلايني داون على موقع EliteProspects.com (الإنجليزية)
- بلايني داون على موقع Eurohockey.com (الإنجليزية)
- بلايني داون على موقع HockeyDB.com (الإنجليزية)